# Gustav Krupp

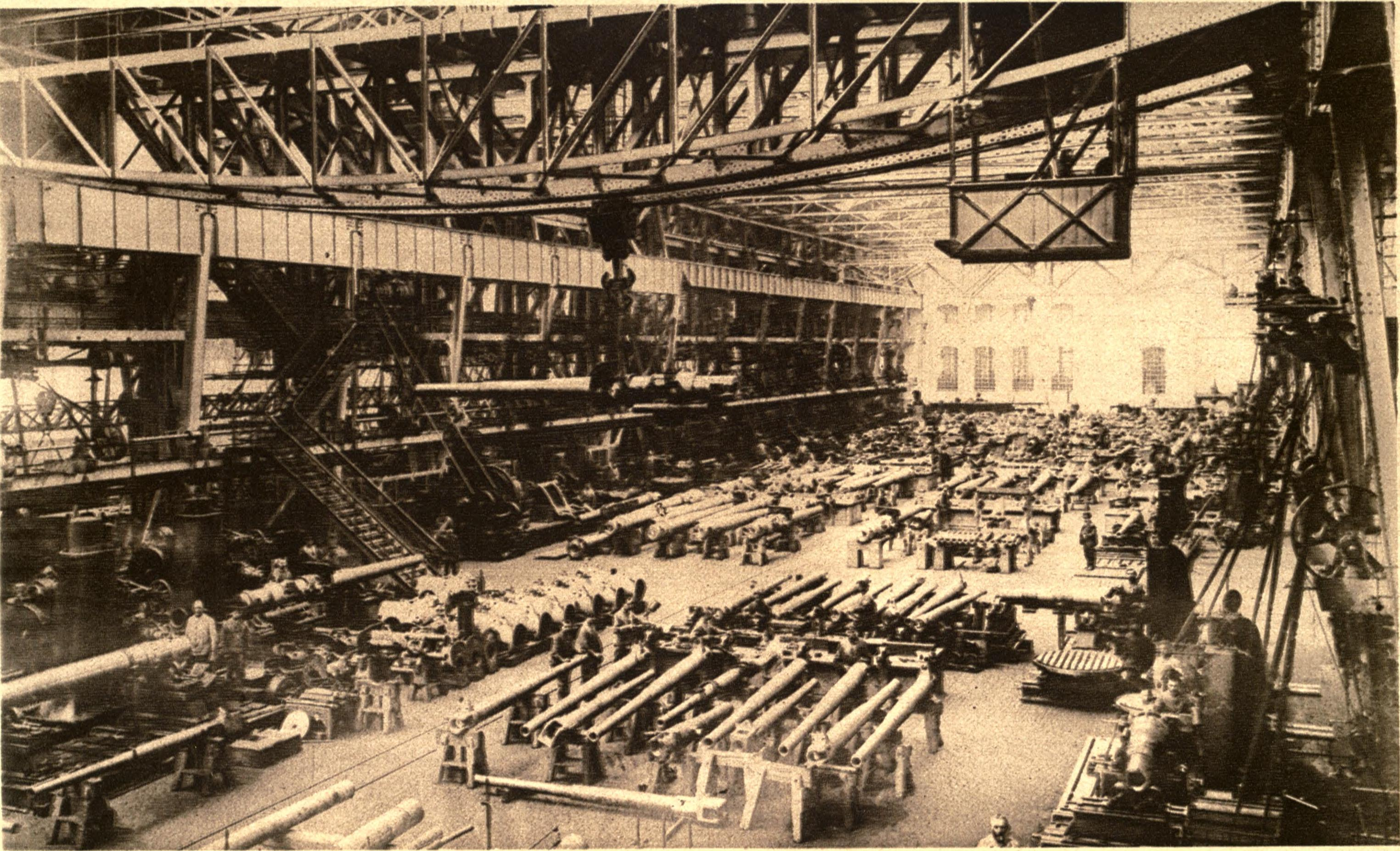
Factoría de armamento de Krupp, donde se fabricaba artillería para el ejército y armada alemana (1915)

Gustav Georg Friedrich Maria Krupp von Bohlen und Halbach (La Haya, Países Bajos, 7 de agosto de 1870-castillo Blühnbach, Austria, 16 de enero de 1950) fue un diplomático y empresario de la industria del acero alemán, gestor del grupo de industria pesada Krupp AG desde 1909 hasta 1941. Fue procesado en el Juicio de Núremberg por prácticas esclavistas con presos.

## Biografía
Fue hijo de un diplomático alemán destinado en La Haya. Igual que su padre, se dedicó a la carrera diplomática y estuvo destinado en Washington D. C., Pekín y en la Ciudad del Vaticano. El 15 de octubre de 1906 se casó con Bertha Krupp, quien había heredado la compañía del acero en 1902 tras el suicidio de su padre. La compañía Krupp AG era una de las empresas armamentistas y del acero más antiguas del mundo.
Después de la boda Gustav von Bohlen und Halbach adoptó el apellido Krupp, siendo conocido posteriormente como Gustav Krupp; de esta forma, relevó a su esposa de cualquier obligación con Krupp AG en una época en la que era impensable que una mujer gestionara una empresa. Durante la Primera Guerra Mundial, Krupp AG tuvo el monopolio de la fabricación de armas pesadas en Alemania. Al iniciarse el conflicto la empresa perdió la mayoría de sus mercados exteriores; no obstante, obtuvieron grandes beneficios por parte del gobierno alemán y sus aliados.
Después del Tratado de Versalles (1919), ninguna empresa alemana podía volver a fabricar armamento, por lo que Gustav reestructuró la compañía y diversificó la fabricación para material pesado agrícola. Sin embargo, fabricó en secreto material militar —piezas de artillería— para los Países Bajos y Suecia a través de empresas subsidiarias. En la década de 1930, usando también empresas extranjeras subsidiarias, inició la fabricación de carros de combate y submarinos.
Se opuso a la llegada del nazismo hasta que en 1933 los jerarcas del Partido nazi lo ayudaron a deshacerse de los combativos sindicatos en las empresas del grupo. Más tarde firmó sustanciosos contratos con la Alemania nazi para el vertiginoso programa de rearme emprendido por Hitler. En la Segunda Guerra Mundial mantuvo en sus empresas un gran número de mano de obra esclava forzada de distintos países ocupados y de campos de concentración, teniendo incluso industrias cerca del campo de concentración de Auschwitz.
Sus problemas de salud a partir de 1939 lo llevaron a una parálisis en 1941, entregando el funcionamiento formal del negocio a su hijo Alfried en 1943. Aunque fue capturado para ser juzgado en Núremberg, su postración y senilidad impidieron el procesamiento.